# Hydrolagus colliei
Hydrolagus colliei là một loài cá thuộc họ Chimaeridae sinh sống ở miền đông-bắc Thái Bình Dương. Chúng thường được các thợ lặn trông thấy vào ban đêm. Hydrolagus colliei đẻ những túi trứng tại đáy bùn hoặc cát. Tuy chủ yếu là một loài cá biển sâu, nó cũng xuất hiện tại những vùng nước nông hơn 
ở phía bắc. Tên chi, Hydrolagus, xuất phát từ tiếng Hy Lạp ὕδωρ, nghĩa là nước, và λαγώς/λαγῶς, nghĩa là thỏ, còn tên loài được đặt để vinh danh Alexander Collie, một bác sĩ và nhà tự nhiên học người Scotland. Đây là một loài phổ biến trong phạm vi phân bố của nó, và thường không bị đánh bắt do thịt không ngon.